# Itești
Itești è un comune della Romania di 1 509 abitanti, ubicato nel distretto di Bacău, nella regione storica della Moldavia.
Il comune è formato dall'unione di 4 villaggi: Ciumași, Dumbrava, Făgețel, Itești.
Il comune di Itești è nato a seguito della Legge N. 215 del 5 luglio 2005 dallo scorporo di una parte del comune di Berești-Bistrița.